# 折射

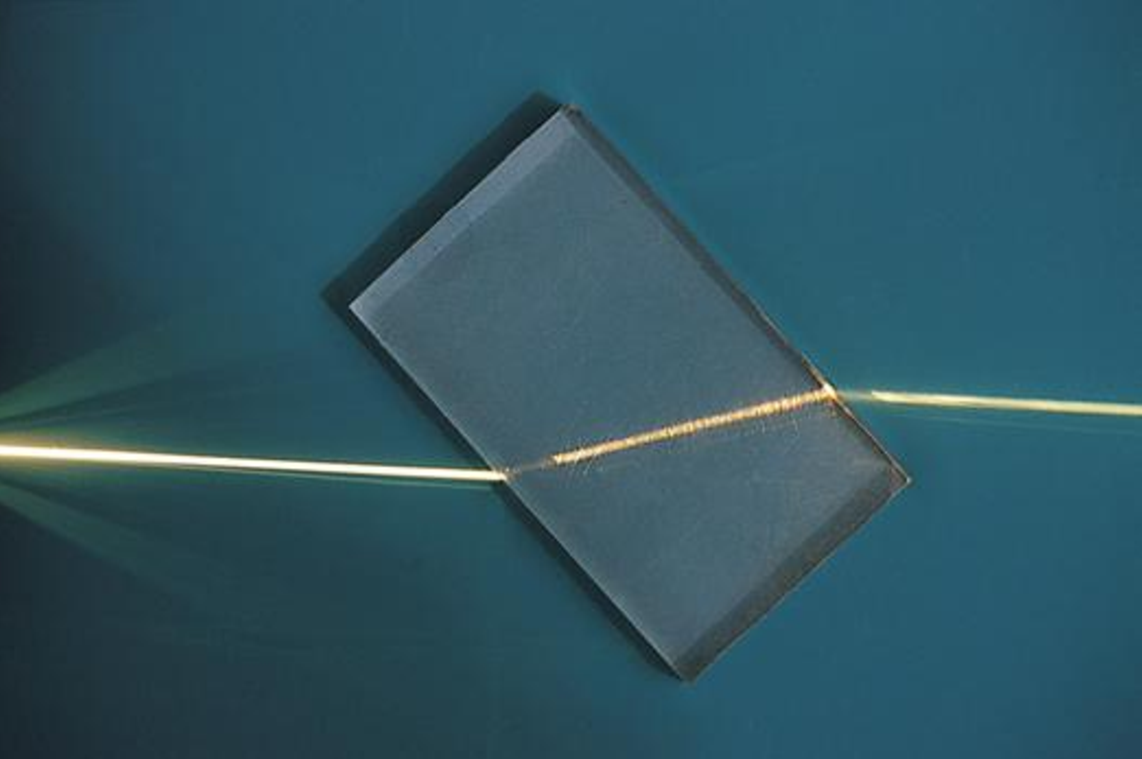
一束光線在塑膠磚中折射

在物理學中，折射（refraction）是指光在穿越介質或經歷介質的漸次變化時傳播方向上的改變；在视光学中，又称屈光。透過眼睛去看，光的折射的例子最為明顯，是容易觀察的折射現象，不過其他像是聲音和海浪也都會有折射的性質。而一個波的折射程度取決於波速的變化量，還有初始行進方向及波速變化方向間的夾角。
光的折射（屈光）遵守斯涅爾定律：給定一對介質，則入射角{\displaystyle \theta _{1}}與折射角{\displaystyle \theta _{2}}正弦值的比率（{\displaystyle {\frac {\sin \theta _{1}}{\sin \theta _{2}}}}）會等同於兩者的波速比率 （{\displaystyle {\frac {v_{1}}{v_{2}}}}），等價來說，也等同於兩者折射率的比率（{\displaystyle {\frac {n_{2}}{n_{1}}}}）。
{\displaystyle {\frac {\sin \theta _{1}}{\sin \theta _{2}}}={\frac {v_{1}}{v_{2}}}={\frac {n_{2}}{n_{1}}}}

在兩個不同折射率介質的交界面發生之光的折射，其中，因為波速在介質二中較低，因此折射角會比入射角小，也就是說：光線在折射率較高的介質中較靠近法線

如同人眼，棱鏡和透镜能利用折射來改變光行進的方向。物質的折射率會隨光波長的改變而有變化，因此不同光折射的角度也不同，這個現象稱為色散，也就是稜鏡和彩虹為什麼能將白光分成其組合元素的一串光譜顏色。

## 基本解釋

當波進入一個波速較慢的介質時，波前會被壓縮，因為其在波必須改變方向的邊界要保持連接，同時可以觀察波的峰與谷的狀態

其物理原理如圖片所示，考慮一個波從一物質行經至另一速度較慢的物質。當它以某個角度接觸到兩物質間的介面時，波的一邊會先抵達因此會先減慢速度，而一邊減速會導致整個波前進的同時，向那邊轉動，這就是當波進入波速較慢的介質時會偏離介面或偏向法線的原因。相反地，當波接觸波速較快的物質時，其中一邊會先加速使得波整體變得偏離那邊。另外，當轉換介質中，如果遇到球體，法線將會是其半徑，也就是由圓心延伸到入射點和反射點。
另一種理解這件事的方法是考慮在界面上波長的改變。當波從一個物質行經到另一個時，波速{\displaystyle v}不相同，但頻率{\displaystyle f}仍維持一樣，因此波陣面間的距離或波長{\displaystyle \lambda ={\frac {v}{f}}}會改變。若波速增加，像是圖片中對於右方的介質來說的話，則波長也會增加。如果波陣面和介面有夾角，則在界面時，角度與波的間距必須變化來維持波陣面的完整，而這些想法可以導出入射角{\displaystyle \theta _{1}}、折射角{\displaystyle \theta _{2}}與不同介質的兩波速{\displaystyle v_{1}}和{\displaystyle v_{2}}之間的關係，這就是斯涅爾定律，可以寫成
{\displaystyle {\frac {\sin \theta _{1}}{\sin \theta _{2}}}={\frac {v_{1}}{v_{2}}}}.
如果以更基本的方法解釋，可以用二維或三維的波動方程得出關於折射現象的結論。在界面上的邊界條件要求切線方向的波向量在兩邊需一致，因為波向量的大小取決於波速，所以需要方向上的改變。
以上所討論的相對波速是指波的相位速度，這和可視為更接近真實波速的群速度相仿，但當兩者有出入時，在折射相關的計算上最好使用相位速度。
當一個波垂直穿越邊界，也就是其波前平行於邊界時，即便波速改變了也不會改變方向。

## 光線

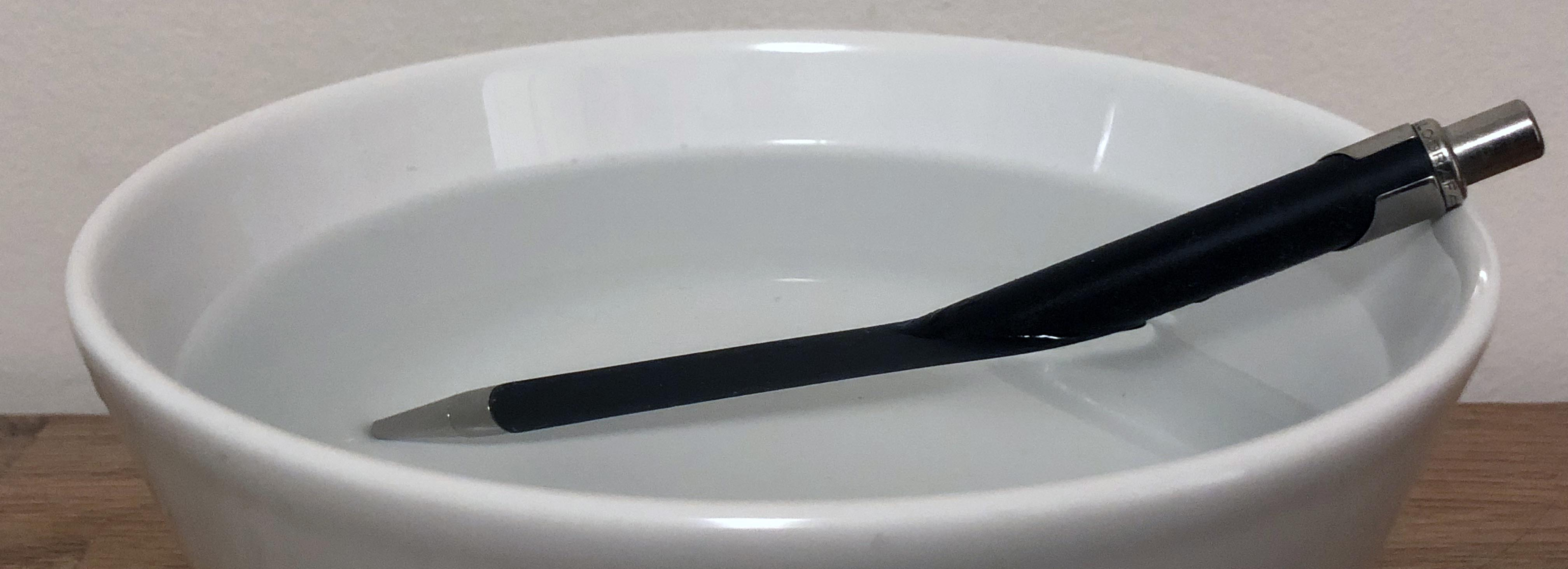
一支部分沉在一碗水中的筆因為折射而看起來像是在水面彎曲

光線的折射在我們的生活中隨處可見，它使水面下的物件看起來比實際上近，同時是透鏡的原理，應用在眼鏡、照相機、雙筒望遠鏡、顯微鏡和人眼中，而折射也是一些自然光學現象的原因，例如彩虹和海市蜃樓。

### 折射定律
在光線的折射中，一個物質的折射率{\displaystyle n}比波在其中的相位速度{\displaystyle v}更常使用，不過加進真空中的光速{\displaystyle c}後，它們是直接相關的，關係式為{\displaystyle n={\frac {c}{v}}} 。
因此在光學中，折射定律通常被寫作：{\displaystyle n_{1}\sin \theta _{1}=n_{2}\sin \theta _{2}} 。 它又叫斯涅尔定律，只适用于无吸收损耗介质的折射。最近的理论和实验研究表明，普适的折射定律是
{\displaystyle {\sqrt {n_{1}^{2}+\kappa _{1}^{2}}}\sin \theta _{1}={\sqrt {n_{2}^{2}+\kappa _{2}^{2}}}\sin \theta _{2}}
其中n是折射率，{\displaystyle \kappa }是消光系数。

### 水面的折射

一支浸入水中的鉛筆因折射而看起來彎曲，從Ｘ點射出的光線因為方向改變而被認為是從Ｙ點發出的

當光線穿過水面時會產生折射，這是由於水的折射率為1.33而空氣的折射率是1的緣故。如果注視著一個筆直的物件，例如圖中的鉛筆，傾斜的插在水中，部分位於水面下，則物體看起來像在水面處彎曲了，這是因為光線從水進到空氣時彎曲了。當光抵達眼睛時，人眼會認為他走的是直線來回推（視線），而這兩條視線（圖中虛線）在比光線實際產生位置要高的地方交會，這便導致鉛筆看起來較高和水目測比實際還要淺的現象。
從水面上觀察認為的水深被稱為視深，這個認知對於用魚叉捕魚非常重要，因為他會使得目標魚看起來跟實際上在不同位置，所以漁夫需要瞄準低一點的地方才能抓到魚。反過來說，在水下觀察時，水面上的物件會有較高的視高，因此射水魚在射擊水面上的目標時需要做出相反的修正。
若入射角較小（此時和法線間的夾角其正弦值約和正切值相同），視深和實深的比值會與空氣和水的折射率比值相同。但當入射角接近 90o 時，視深會趨近於零，不過反射會變強，使得在較大入射角時的觀察受限。相反地，當入射角（從水面下出發）增加，視高會趨近於無限，但在這件事發生之前，會先達到產生全反射的角度（臨界角）。

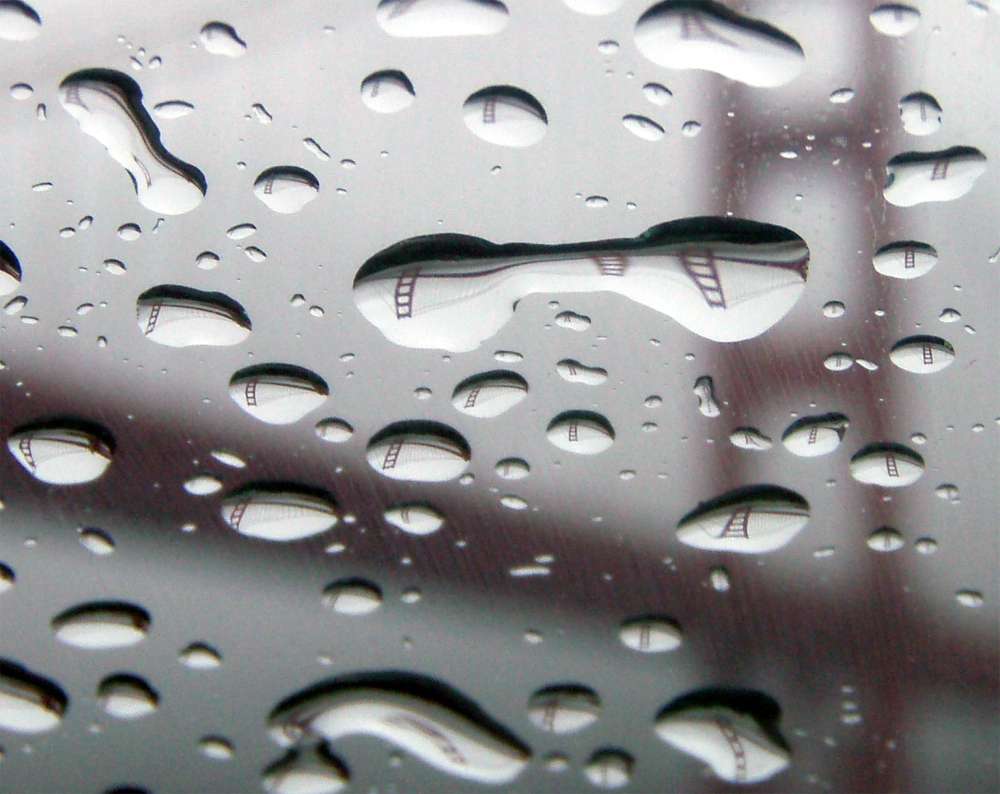
金門大橋的畫面被許多不同的三維水滴折射和彎曲

### 色散
折射也是造成彩虹和使光線在通過三稜鏡後分成彩色光譜的原因。玻璃相對於空氣有著較高的折射率，所以當一束白光從空氣進入一個物質時，其折射率會因頻率不同而有變化，因為不同的顏色對應到不同的頻率，它們在交界處會折向不同角度因而分開，換句話說，白光中不同顏色的組成會以不同角度折射，色散的現象便發生了。

### 大氣折射

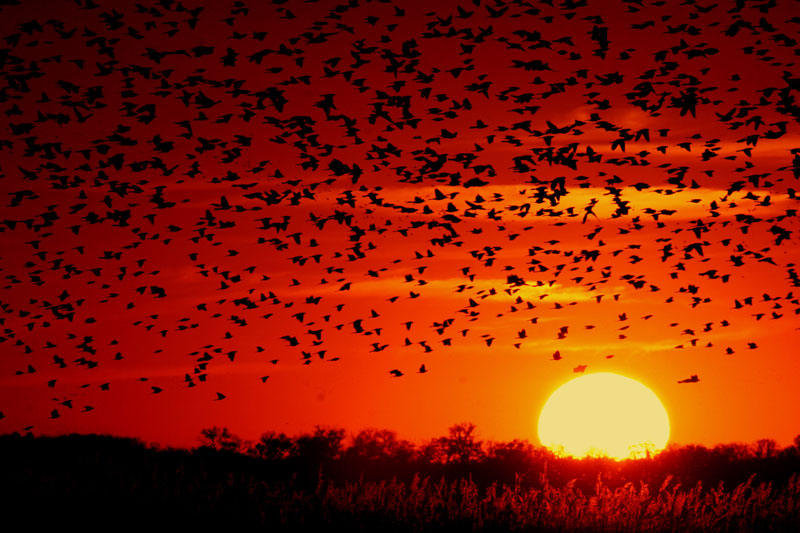
大氣中的折射使得太陽在接近地平線時看起來有些扁平

空氣的折射率和其密度有關，因此會隨著氣溫和氣壓而改變。由於在高海拔地區的氣壓較低，折射率也較小，使得光線經大氣長途傳播時向地表折射，這會讓接近地平線的星星看起來的位置有些許偏移，也讓我們在日出時能先看見太陽，即便它在幾何上來說仍未升上地平線。

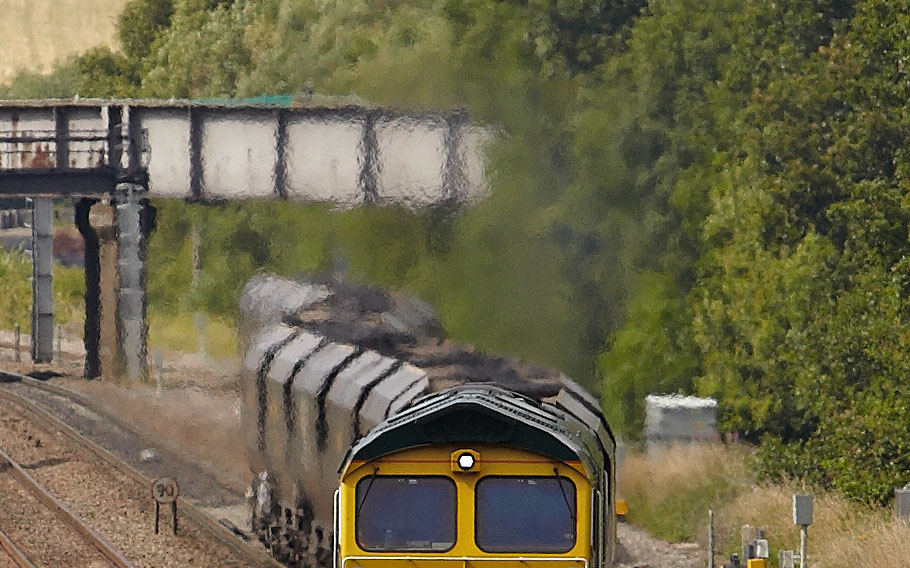
火車頭引擎排氣產生的heat haze

空氣中溫度上的改變也會造成光線的折射，而這可以在熱暈這個冷熱空氣混合的現象中看到，例如在火焰上方、排氣的引擎中或是在寒冷的日子打開窗戶。它使得透過混合空氣的物體在冷熱空氣交錯移動中看起來有些閃爍或是在周圍隨機移動，這個影響也可以在普通的氣溫變化中發現。當我們在熱天中使用高倍率的遠攝鏡頭時，常會因會大氣折射而使照片品質受限，同樣地，大氣亂流在以天文望遠鏡拍攝的照片中造成瞬變的畸變，若不使用自適應光學或其他技術來克服視寧度限制，會使地面望遠鏡的解析度受限。

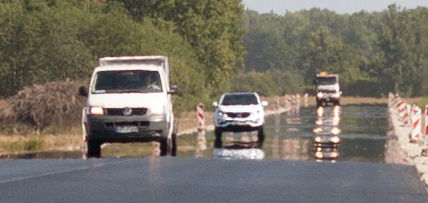
高溫路面的海市蜃樓

氣溫在近地表的變化可以導致其他的光學現象，像是海市蜃樓或是複雜蜃景。較常見的是在熱天被高溫路面加熱的空氣使得光線以較淺角度射向觀察者時被彎曲，這讓路面看起來像是會反射一般，給人一種有水積在路上的錯覺。

## 海浪

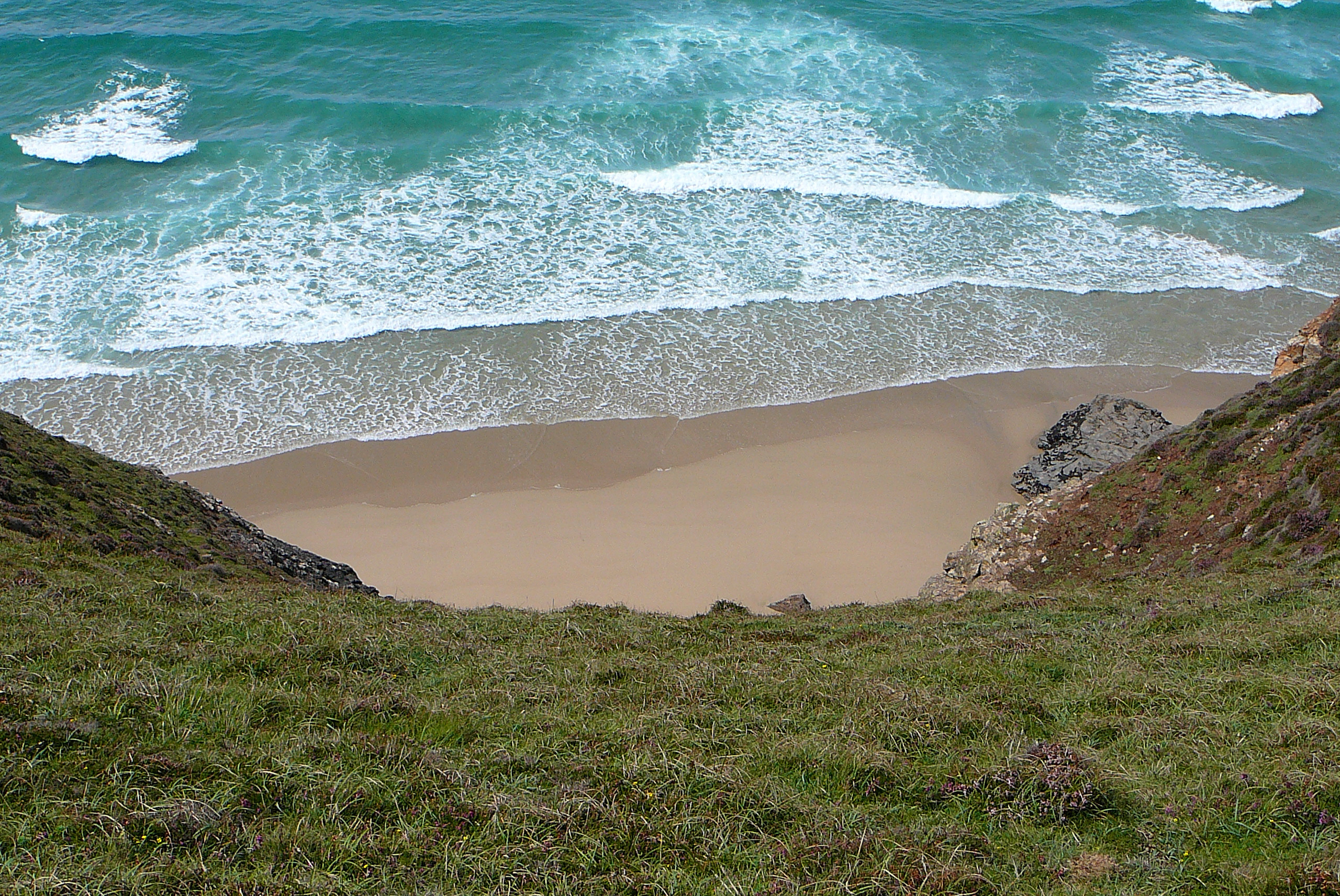
海浪在打上海灘時幾乎是垂直於海岸的，因為它們會在水變淺時漸漸地向陸地方向折射

海浪在較淺的地方行進較慢，而這可以用來解釋水波槽中的折射和沿岸的波浪為何傾向以接近平行的方式拍打海岸，當海浪從水深處進入到較淺地方時，會從原本行進的方向往垂直海岸的那側折射。

## 臨床意義
在醫學上，特別是在視光學、眼科學和視軸矯正中，屈光（折射）可由合適的眼科保健執業人員操作綜合屈光檢查儀來檢驗，藉以決定眼睛是否有屈光不正的問題並選定最佳的矯正鏡片。在一系列漸進改變光學倍率或焦距的檢驗後，便可決定如何調整出最銳利、最清晰的視力。

## 聲音
在水下聲學中，折射指的是聲波彎曲或弧線前進的現象，是聲波經過聲速梯度，也就是從原本的地方進入到另一個有著不同聲速的區域時會有的結果。聲波彎曲的程度取決於前後聲速的差異，等同於水的溫度、鹽度和壓力的變化。類似的聲學效應也出現在地球大氣層中，幾世紀以來，地球大氣層中的聲音折射現象一直廣為人知，但從1970年代早期才開始廣泛的流行研究這個效果，起因是為了設計城市公路和隔音屏障來改善氣象學效應對低層大氣中聲波的彎曲。

## 圖片集

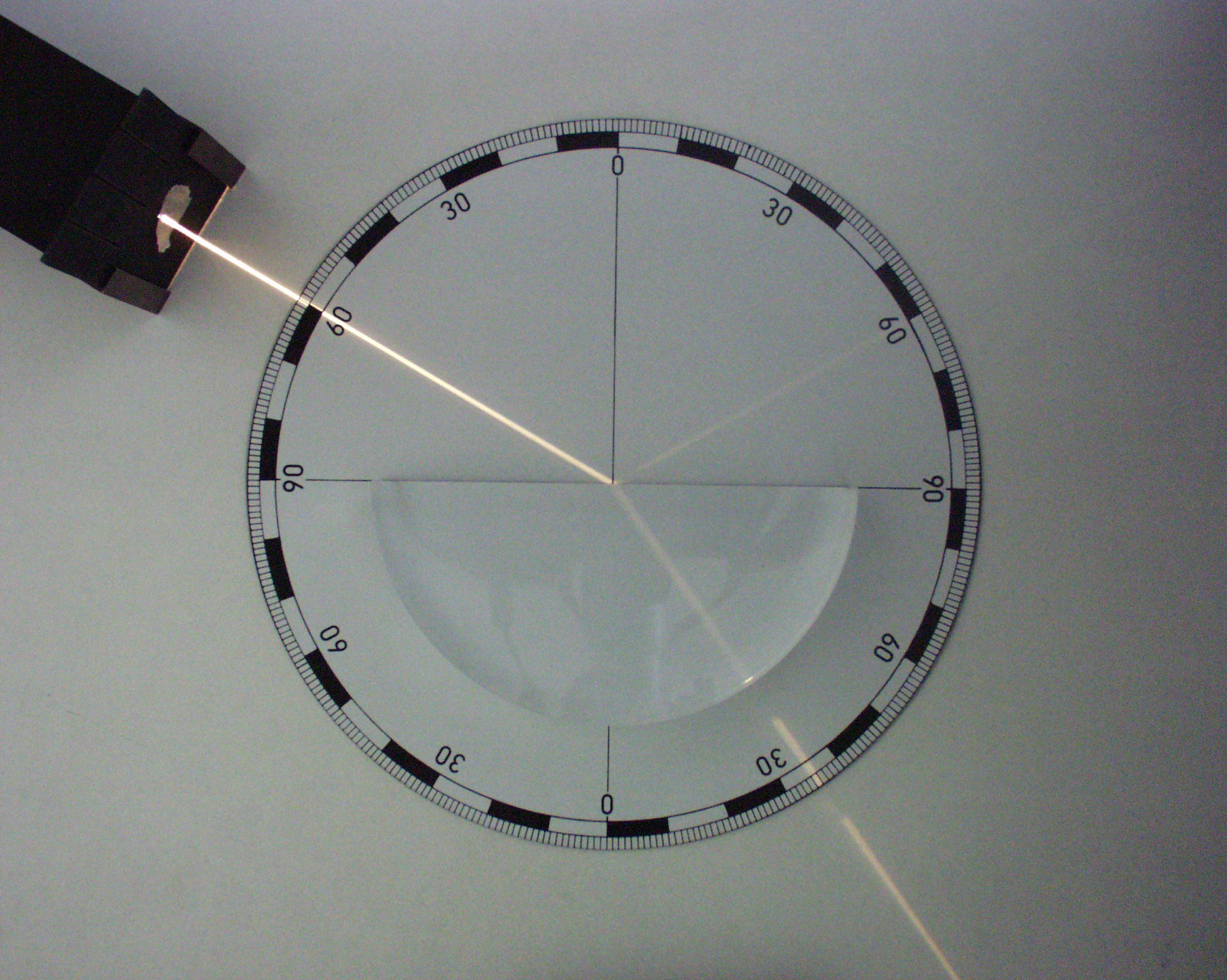
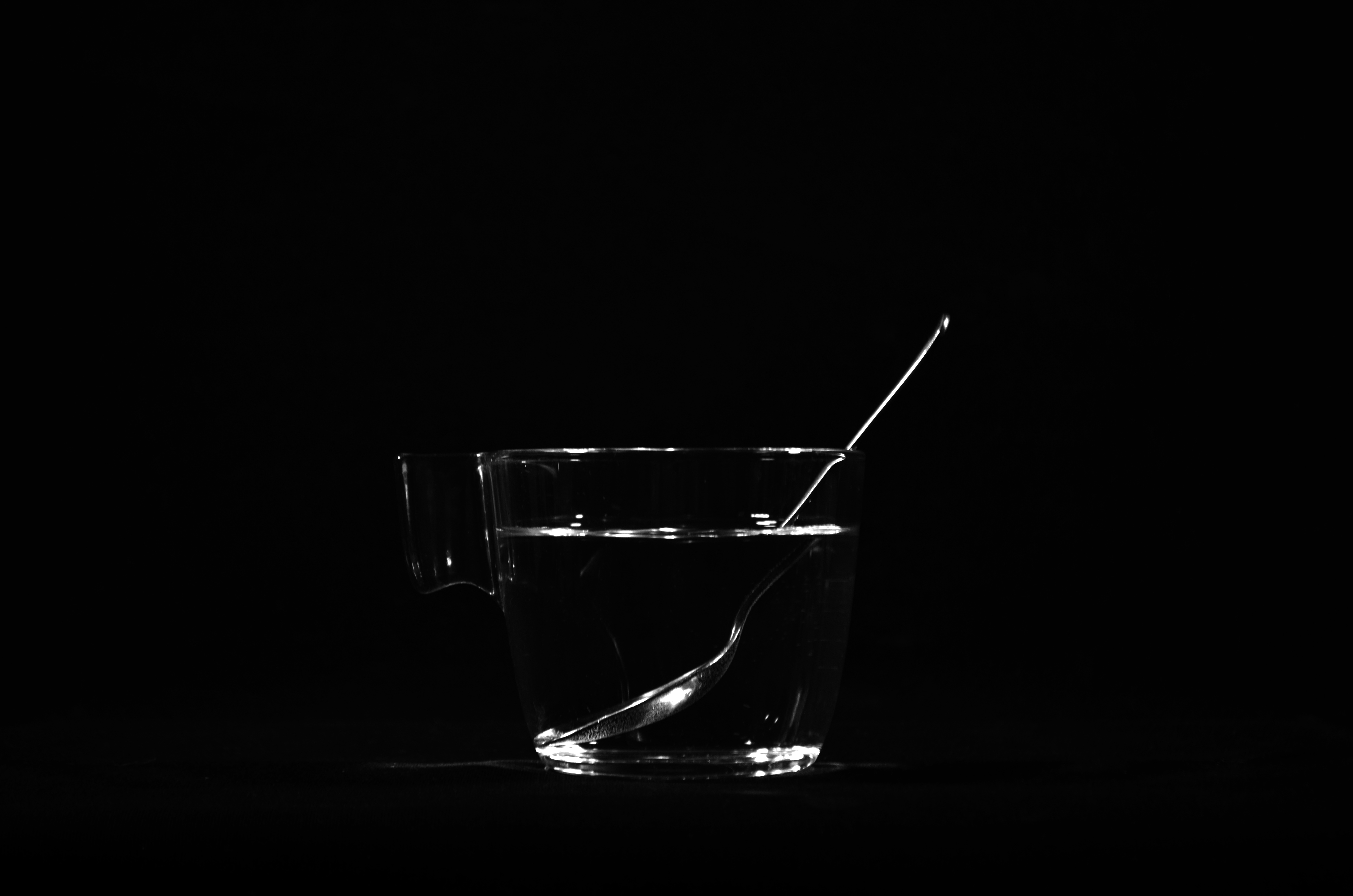
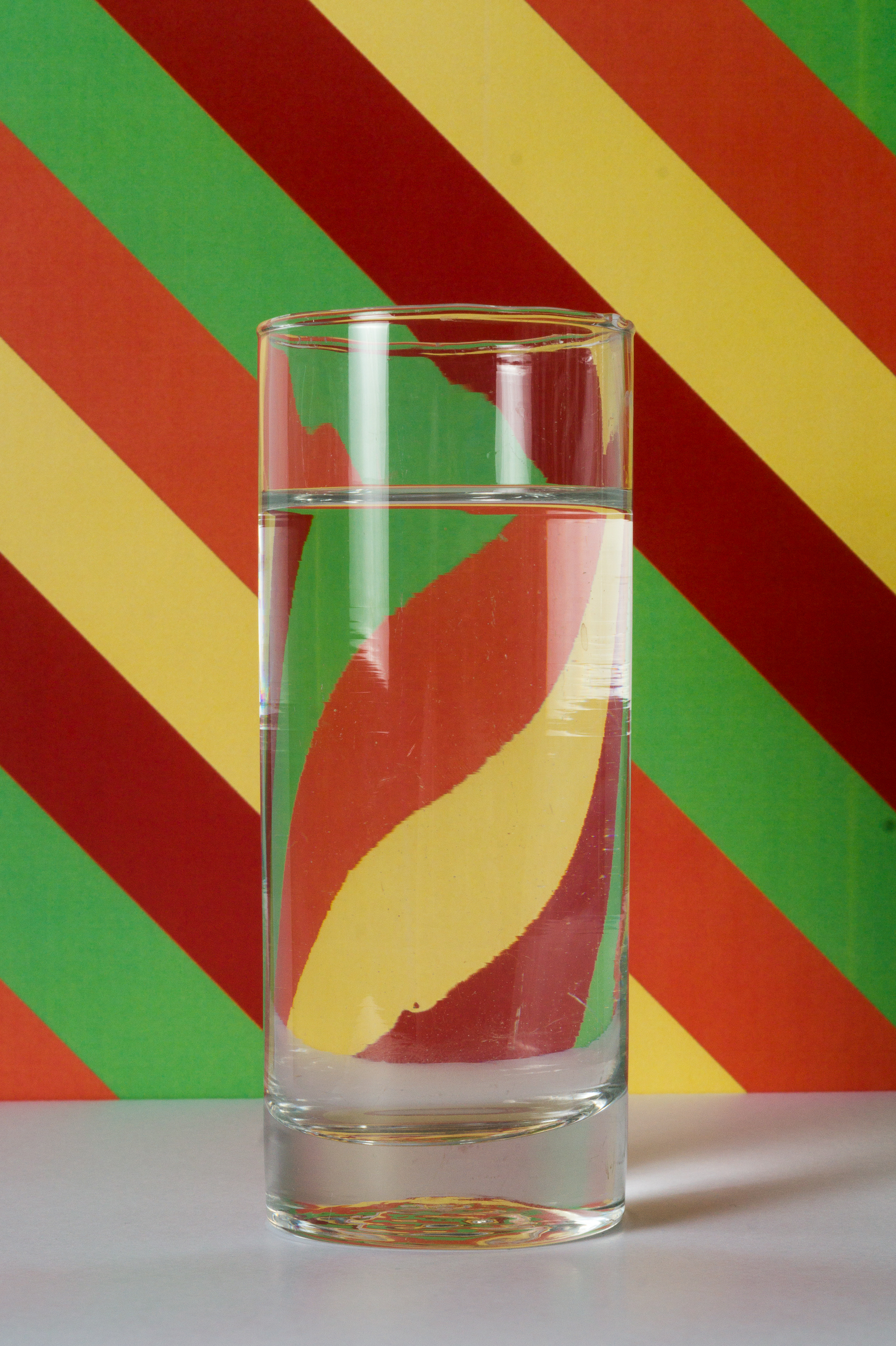
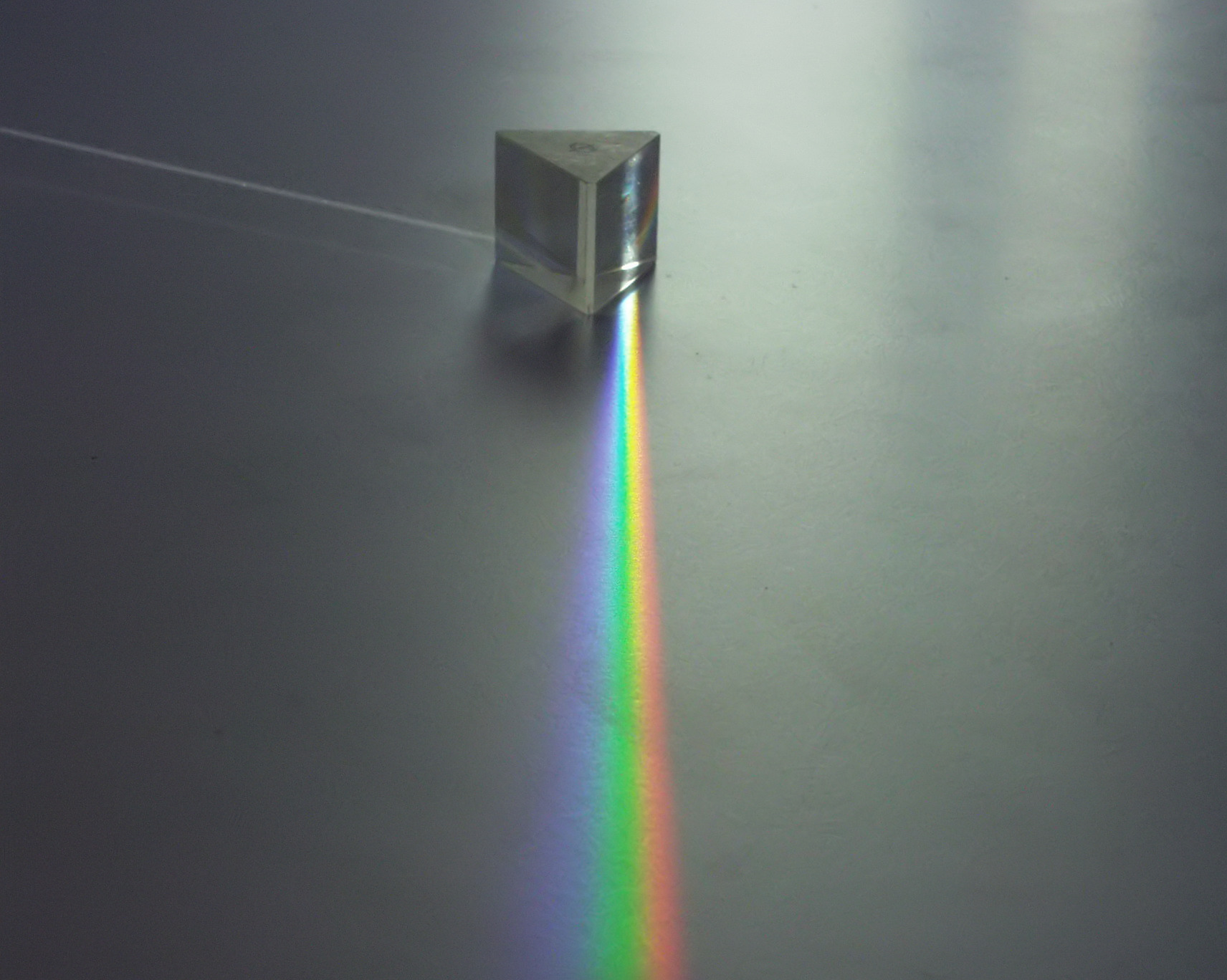

## 外部連結
- Reflections and Refractions in Ray Tracing （页面存档备份，存于）, a simple but thorough discussion of the mathematics behind refraction and reflection.
- Flash refraction simulation- includes source （页面存档备份，存于）, Explains refraction and Snell's Law.